# 尼崎西宮芦屋港
尼崎西宮芦屋港（あまがさきにしのみやあしやこう）は、兵庫県尼崎市・西宮市・芦屋市にまたがる港湾。港湾法による重要港湾に指定されている。港湾管理者は兵庫県。

## 概要
中島川（大阪市・尼崎市境） - 傍示川（芦屋市・神戸市境）間に位置し、南東は大阪港、西は神戸港に隣接する。港則法・関税法上は神戸港・尼崎西宮芦屋港・大阪港（港湾法上の大阪港・堺泉北港）の港域を統合した阪神港の一部とみなされ、阪神港尼崎西宮芦屋区となる。
阪神工業地帯に隣接した商工業港である。2003年（平成15年）の入港船舶総数は7,785隻、取扱貨物量合計は5,903,406トン。
この港は、仮名読みでは日本で最も長い名前の港である。また、防波堤の長さ（西宮防波堤：4,433m）も日本一であったが、現在は常陸那珂港にその座を譲った。

## 歴史
- 1951年（昭和26年） - 尼崎港を重要港湾に指定。
- 1953年（昭和28年） - 西宮港を地方港湾に指定。
- 1954年（昭和29年）7月1日 - 尼崎港を関税法による開港に指定。
- 1958年（昭和33年） - 芦屋港を56条港湾に指定。
- 1969年（昭和44年） - 尼崎港・西宮港・芦屋港を統合して尼崎西宮芦屋港となる。重要港湾に指定。
- 1994年（平成6年） - 動物検疫港に指定。
- 1998年（平成10年） - 「エコポートモデル港」に指定。
- 2007年（平成19年）12月1日 - 港則法・関税法上の大阪港・尼崎西宮芦屋港・神戸港を統合して阪神港に改称。

## 港湾施設

### 所轄地区
尼崎港区（エコポートモデル港）
- 丸島地区
- 末広地区
- 東海岸町沖地区

西宮港区
- 西宮地区
- 甲子園地区
- 鳴尾地区

芦屋港区
- 芦屋沖地区

### 関連施設
- 尼崎閘門
- 尼崎沖埋立処分場
- 大阪湾広域臨海環境整備センター
- 新西宮ヨットハーバー
- 甲子園浜海浜公園
- ベルポート芦屋